# Millonarios Fútbol Club
O Millonarios Fútbol Club é um clube de futebol colombiano fundado em 1946, na cidade de Bogotá. No futebol, é um dos clubes mais bem sucedidos do país, pois é o segundo maior campeão da Colômbia. Possui dezesseis títulos do Campeonato Colombiano, três títulos da Copa Colômbia e dois títulos da Superliga da Colômbia. Internacionalmente tem um título da Copa Merconorte em 2001, um título da Copa Simón Bolívar em 1972 e um título da Pequena Taça do Mundo de 1953, quadrangular disputado na Venezuela em que o clube bateu River Plate, Rapid Viena e Espanyol, além de três participações em semifinais da Copa Libertadores da América, os seus maiores destaques em competições da Conmebol.

## História
O Millonarios foi fundado no ano de 1937, e é um dos clubes mais populares da Colômbia. Los Albiazules são conhecidos mundialmente por diversas peculiaridades que envolvem sua história, como a presença de Alfredo Di Stefano no plantel nos anos 50. A equipe durante 4 anos foi considerada a melhor do mundo, sendo apelidada de El Dorado.
As origens da agremiação remontam à década de 1920, mas foi iniciada uma como Millonarios em 1939, e sua fundação oficial foi sacramentada em 18 de junho de 1946. Em 20 de abril de 2011, foi reconstituída como uma corporação.
A partir do início do Campeonato Colombiano em 1948, conquistou uma grande quantidade de títulos nacionais e também teve destaque em competições internacionais, a principal foi a Pequena Copa do Mundo, em 1953 com Alfredo Di Stefano e Adolfo Pedernera, o supertime foi chamado "Ballet Azul".
Manda seus jogos no Estádio Nemesio Camacho El Campín, com capacidade para 36 mil pessoas.
É o segundo maior campeão do Campeonato Colombiano, tendo conquistado 16 Títulos Nacionais e atrás apenas do Atlético Nacional, que tem 18.
É também o segundo maior vencedor da Copa Colômbia apenas atrás do Atlético Nacional), com 3 títulos conquistados.
É o primeiro colocado no Ranking histórico do futebol profissional Colombiano e foi o ganhador da última edição da Copa Merconorte em 2001.
Foi o primeiro clube colombiano a disputar a Copa Libertadores, entretanto nunca conquistou o título, mas chegou três vezes às semifinais (1960, 1973, 1974).
No futebol colombiano, assim como Atlético Nacional e Independiente Santa Fe, o Millonarios esteve presente em todas as temporadas da principal divisão.

## Títulos

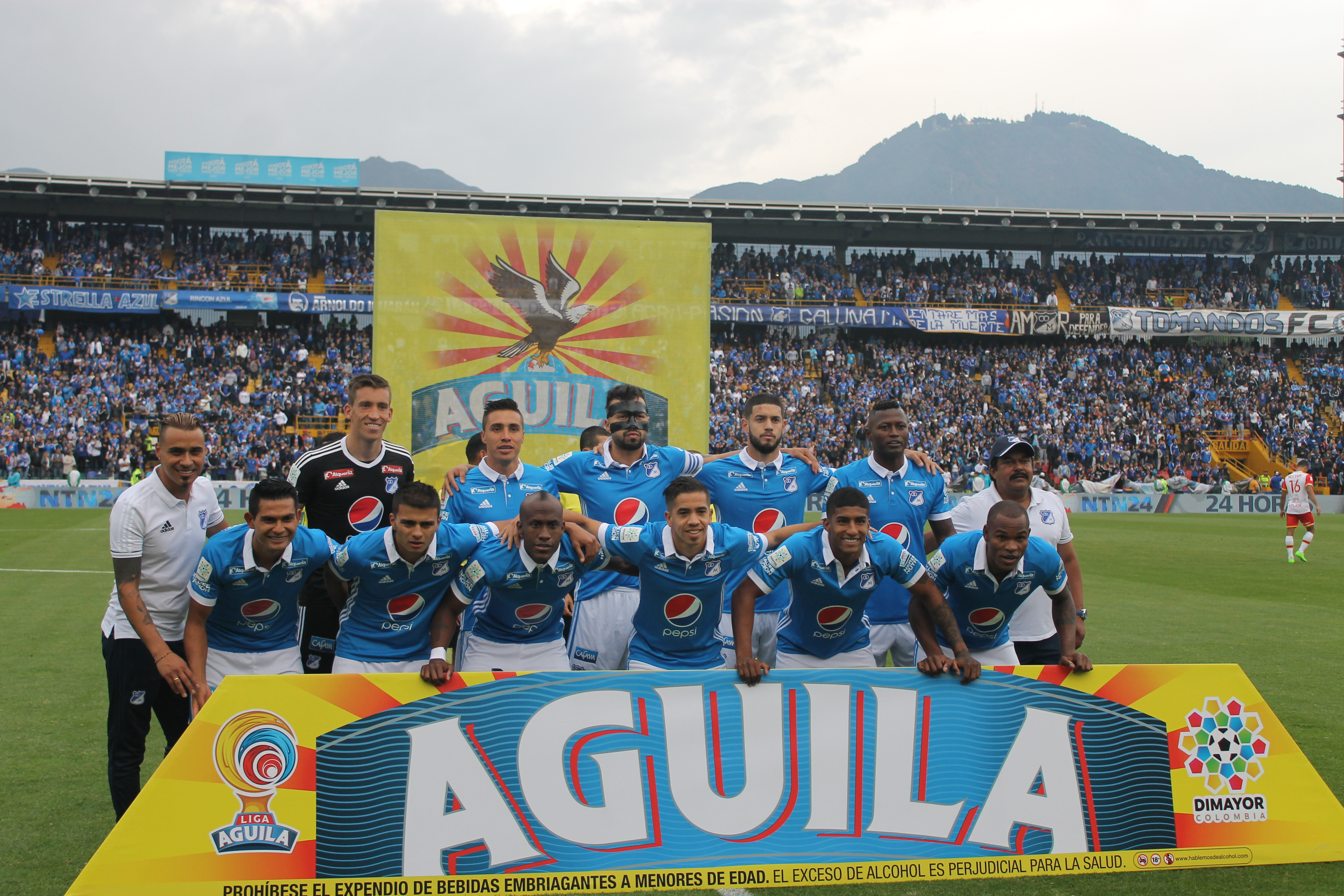
A equipe que conquistou o Torneio Finalización 2017

| HONRARIAS      | HONRARIAS                                 | HONRARIAS | HONRARIAS                                                                                               |
| Coroas         | Competição                                | Títulos   | Temporadas                                                                                              |
| -------------- | ----------------------------------------- | --------- | --- |
|                | Clube Clássico FIFA                       | 1         | 2014 |
|                | Clube Lendário                            | 1         | 2014 |
|                | Tetracampeão                              | 1         | 1961 a 1964                                                                                             |
|                | 1º Melhor Clube do Mundo                  | 1         | 1950s                                                                                                   |
|                | 18º Maior Clube de Todos os Tempos        | 1         | 1950s                                                                                                   |
| CONTINENTAIS   |                                           |           | |
| Troféus        | Competição                                | Títulos   | Temporadas                                                                                              |
|                | Copa Merconorte                           | 1         | 2001 |
| INTERNACIONAIS |                                           |           | |
| Troféus        | Competição                                | Títulos   | Temporadas                                                                                              |
|                | Copa Simón Bolívar                        | 1         | 1972 |
| NACIONAIS      |                                           |           | |
| Troféus        | Competição                                | Títulos   | Temporadas                                                                                              |
|                | Campeonato Colombiano                     | 16        | 1949, 1951, 1952, 1953, 1959, 1961, 1962, 1963, 1964, 1972, 1978, 1987, 1988, 2012-II, 2017-II e 2023-I |
|                | Copa Colômbia (2)                         | 3         | 1952-53, 2011 e 2022                                                                                    |
|                | Superliga da Colômbia                     | 2         | 2018 e 2024                                                                                             |
| REGIONAIS      |                                           |           | |
| Troféus        | Competição                                | Títulos   | Temporadas                                                                                              |
| Cundinamarca   | Liga de fútbol de Cundinamarca            | 7         | 1941, 1943, 1944, 1945, 1946, 1947 e 1948                                                               |
| Cundinamarca   | Asociación deportiva de Bogotá            | 1         | 1940 |
| Cundinamarca   | Campeonato interdepartamental de Colombia | 1         | 1947 |
| TOTAL          |                                           |           | |
| Escudo         | Conquistas                                | Títulos   | Categorias                                                                                              |
|                | Total:                                    | 32        | Continentais; Nacionais; e Regionais                                                                    |

## Outras conquistas
- Pequena Taça do Mundo: 1953
(1)[16]

Legenda
 Campeão invicto

## Campanhas de destaque

### Campeonatos internacionais
- Vice-campeão da Copa Merconorte: 2000.
- 3º lugar na Pequena Taça do Mundo: 1952.
- Semifinal da Copa Libertadores: 1960, 1973, 1974.
- Semifinal da Copa Sul-Americana: 2007 e 2012.
- Semifinal da Copa Merconorte: 1998.

### Campeonatos nacionais
- Vice Campeão Colombiano: 10 vezes (1950, 1956, 1958, 1967, 1973, 1975, 1984, 1994, 1995-96, 2021-I).
- Vice Campeão da Copa Colômbia: 2 vezes (2013, 2023).

## Jogadores históricos
| - Arnoldo Iguarán - Willington Ortiz "Willy" - Marino Klinger - Francisco Zuluaga "Cobo" - Efraín Sánchez "Caimán" - Gabriel Ochoa Uribe - Senén Mosquera - Alejandro Brand - Jaime Morón - Delio Gamboa "Maravilla" - Cerveleón Cuesta - Jhon Mario Ramírez - Radamel Falcao García - Bonner Mosquera - Rafael Robayo - Luis Delgado - Fernando Uribe - Ayron del Valle - David Macalister Silva | - Alfredo Castillo "Muñeca" - Adolfo Pedernera - Alfredo Di Stéfano - Amadeo Carrizo - Néstor Rossi "Pipo" - Julio Cozzi - José María Ferrero - Miguel Ángel Converti "Ringo" - Mario Vanemerak - Juan Gilberto Funes "Búfalo" - Alberto Vivalda "Loco" - Juan Irigoyen "Búho" - Óscar Juárez "Pájaro" - Silvio Farías - Eduardo Texeira Lima - Mario de Queiroz - Márcio Cruz - Héctor Búrguez - Nicolás Vikonis |

## Rivalidades

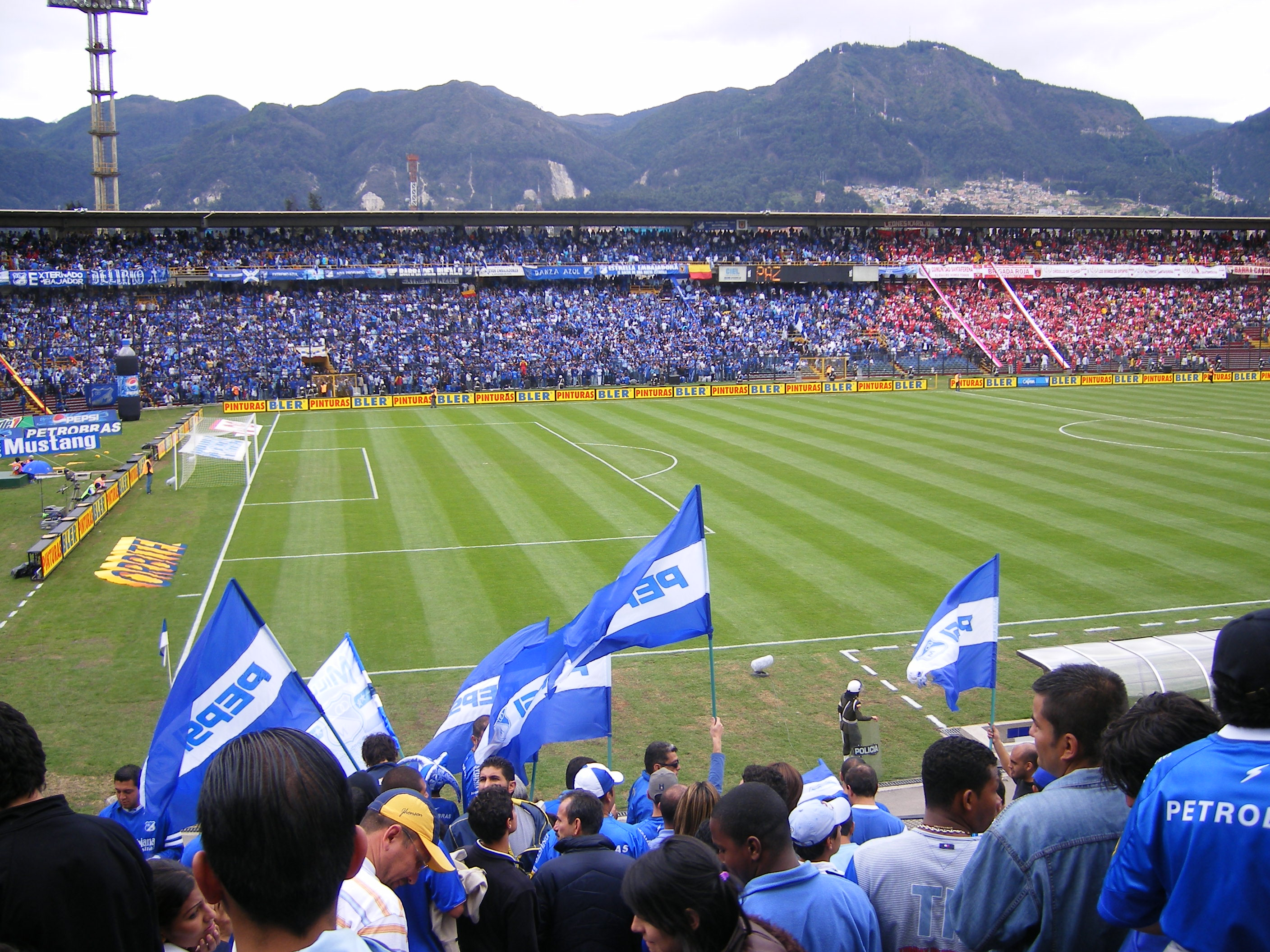
Estádio El Campín, localizado na Carrer 30, é o principal estádio de futebol da cidade e do país (arquibancada ocidental).

### Millonarios versus Independiente Santa Fe
O clássico colombiano, também conhecido como “El clasico capitalino”, é o confronto que opõe as duas maiores equipas colombianas da cidade de Bogotá: o Independiente Santa Fe e os Millonarios. A rivalidade entre os dois clubes remonta ao início do campeonato colombiano, sendo ambos precursores do mesmo em 1948, têm o privilégio de serem 2 dos 3 clubes que têm jogado todas as épocas da primeira divisão. Cada jogo entre os dois clubes serve para provar qual é a melhor equipa da cidade e a vitória sobre o rival é motivo de orgulho para qualquer adepto.

### Millonarios versus Atlético Nacional
Apesar de não ser uma das rivalidades mais antigas do país, é atualmente o maior clássico do futebol na Colômbia, com o Atlético Nacional representando a cidade de Medellín e o Millonarios a capital Bogotá. Se na década de 1970 se estabeleceu a rivalidade, a partir dos anos 1980 a mesma se acirrou. Seu antagonismo nasceu pelo contrato do jogador Ricardo “Chicho” Pérez, quem teria sido registrado primeiro pelo Millonarios e depois de poucos dias, pelo Nacional. Por mais que esta tenha sido a primeira faísca da rivalidade, a qualidade de cada um dos times no estádio é o que converte cada jogo em um verdadeiro clássico do futebol sul-americano. Actualmente, é considerado o maior clássico porque, para além de serem os dois clubes com mais campeonatos nacionais, ambos são os clubes colombianos com mais títulos oficiais da história.

### Millonarios versus América de Cali
É um outro grande clássico nacional, porque entre as duas equipes se soma 31 títulos nacionais de Campeonatos Colombianos e têm uma grande torcida em todo o país. Uma longa história de ambas as equipas são um forte apoio para mostrar que estas equipes fornecem quando eles se enfrentam, quer no Estádio El Campín, em Bogotá ou no Estádio Pascual Guerrero em Cáli. O clássico começou a ter força a partir do final dos anos 70, quando o América ganhou o seu primeiro título nacional e cresceu durante os anos 80, onde o time vermelho ganhou 5 títulos consecutivos e os Millonarios apenas 2 no final da década. No campeonato de 1982, o América venceu o Millonarios e deu a volta olimpica no Estádio El Campín na última jornada do octogonal, para conquistar o segundo título da sua história e impedir que o Deportes Tolima, que era o time perseguidor na tabela desse a volta por cima. Em 1987, o Millonarios venceu o campeonato e conquistou sua 12ª estrela, deixando o América como vice-campeão, encerrando a série de cinco títulos consecutivos do time vermelho. Foi o grande clássico nacional dos anos 80, porque o paralisava o país inteiro. Curiosamente, dos 10 títulos da década de 1980, 7 são partilhados entre estas duas equipas, 5 para o América e 2 para o Millonarios. Além, que os dois times foram os que disputaram lado a lado o título de 1989, um torneio que, eventualmente, foi cancelado.

### Outras rivalidades
Nas primeiras décadas do campeonato colombiano, os jogos contra o Deportivo Cali eram considerados o maior clássico do país, por serem os primeiros clubes a destacarem-se a nível internacional e também por serem as equipas com mais campeonatos, desde os anos 80 que esta rivalidade foi relegada devido à irrupção de equipas como o Atlético Nacional e o América de Cali e à crescente rivalidade do Millonarios com estes clubes, pelo que este clássico passou a ser considerado como o clássico velho.

## Torcida
A torcida do Millonarios é a maior da Colômbia e as imagens das festas, geralmente de recebimento da equipe, rodam o mundo. Sempre marcando presença no estádio portando muitas bandeiras. O descontrole costumeiro dos sul-americanos também é comum por parte dos hinchas Millos, como a torcida é chamada. Em um jogo contra o Corinthians, válido pela Libertadores de 2013, a torcida abriu o batizado por eles como “Maior Bandeirão do Mundo”, que ocupava o centro do Estádio El Campín por inteiro.

## Clubes convenção

### Alianças
- Real Zaragoza
- Lens
- Padova
- Benfica
- Valledupar Fútbol Club
- Universidad Sergio Arboleda

### Filiais
- Millonarios B
- Millonarios Femenino FC

## Ligações Externas
- «Millonarios FC - Site oficial» (em espanhol)
- «Millonarios FC - Site nao oficial» (em espanhol)